# 鶴林寺 (加古川市)
鶴林寺（日語：かくりんじ）是位於日本兵庫縣加古川市的佛教寺院。山號是刀田山（日語：とたさん），宗派是天台宗，祭祀本尊為藥師佛。

## 概要
位置在加古川的市街地外側（位於市役所和明姫幹線間）。 
是屬於近畿地方眾多由聖德太子開基傳承的寺院之一，也是由太子建立的七大寺之一，但關於創建的詳細事情則不明確。以屬於平安時代建築的太子堂（國寶）為主，擁有多數的文化資產，有「西邊的法隆寺」之稱，為 播磨地方屈指可數的古寺。
在境内和塔頭周圍三方，被整理成鶴林寺公園，展示著日本C11型蒸汽機關車等等，在假日是親子一同攜家大小前往的遊樂場。

## 歷史
其傳承據稱是在崇峻天皇2年（589年）創建，聖德太子為了當時在播磨一帶的高麗僧侶・惠便（日語：えべん）所建立。養老2年（718年）身人部春則（日語：むとべのはるのり/みとべのはるのり）的人一直維持著七堂伽藍，但未離開原先傳承的區域。
但是，在推古天皇14年（606年），聖德太子講說法華經，因其功德，播磨國得到天皇賞賜水田百町的這個史實，顯示聖德太子似乎和播磨有某種關聯。創建時的寺號是四天王寺聖靈院，在天永3年（1112年）作為鳥羽天皇的勅願所而改稱為「鶴林寺」。
鶴林寺擁有飛鳥時代後期（白鳳期）的銅造聖觀音像；本堂的本尊--藥師三尊像，則是可以追溯到平安時代前期・10世紀的古像。
戰國時代鄰近的書寫山捲入戰火，當時的播磨姫路領主黑田職隆，因兒子黒田孝高的勸說加入信長派，而未捲入戰火之中，因此仍有不少當時的建築物留存下來。黑田家後來得到福岡藩的大封，在鶴林寺進行大規模的法會，並捐贈了許多金銀供養。寺院殘留不少職隆、孝高往來的信件。
現在也是光主要堂塔就有16棟的大伽藍，鎌倉室町時期曾達到寺坊30以上的規模。

## 文化資產

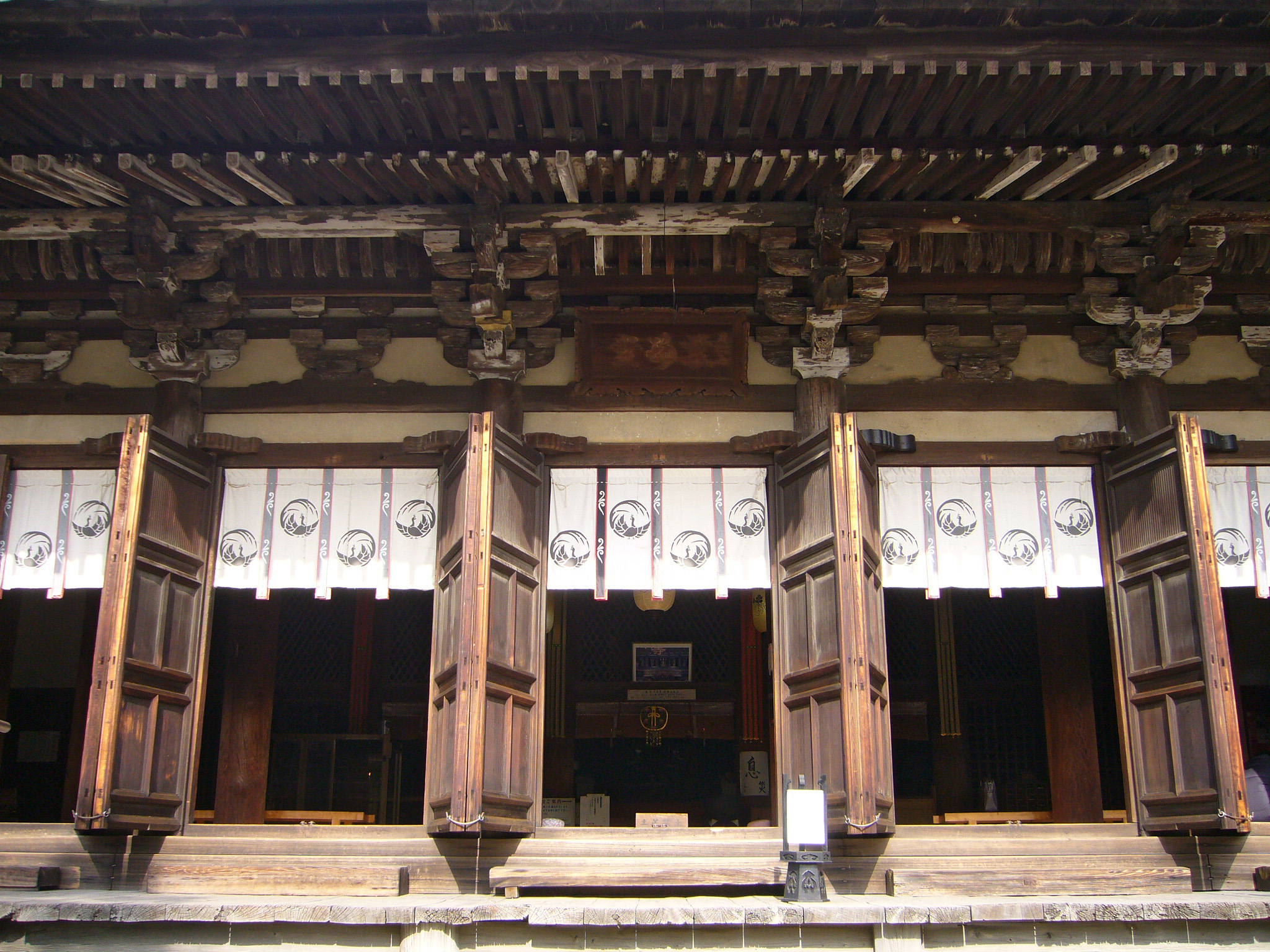
本堂細部 窗扉是棧唐戶。斗拱則是栱往前方、上跳兩段的「二出跳」，斗拱間的中備（日語：なかぞなえ，兩斗拱間的構造物）則是蟇股和雙斗的組合。

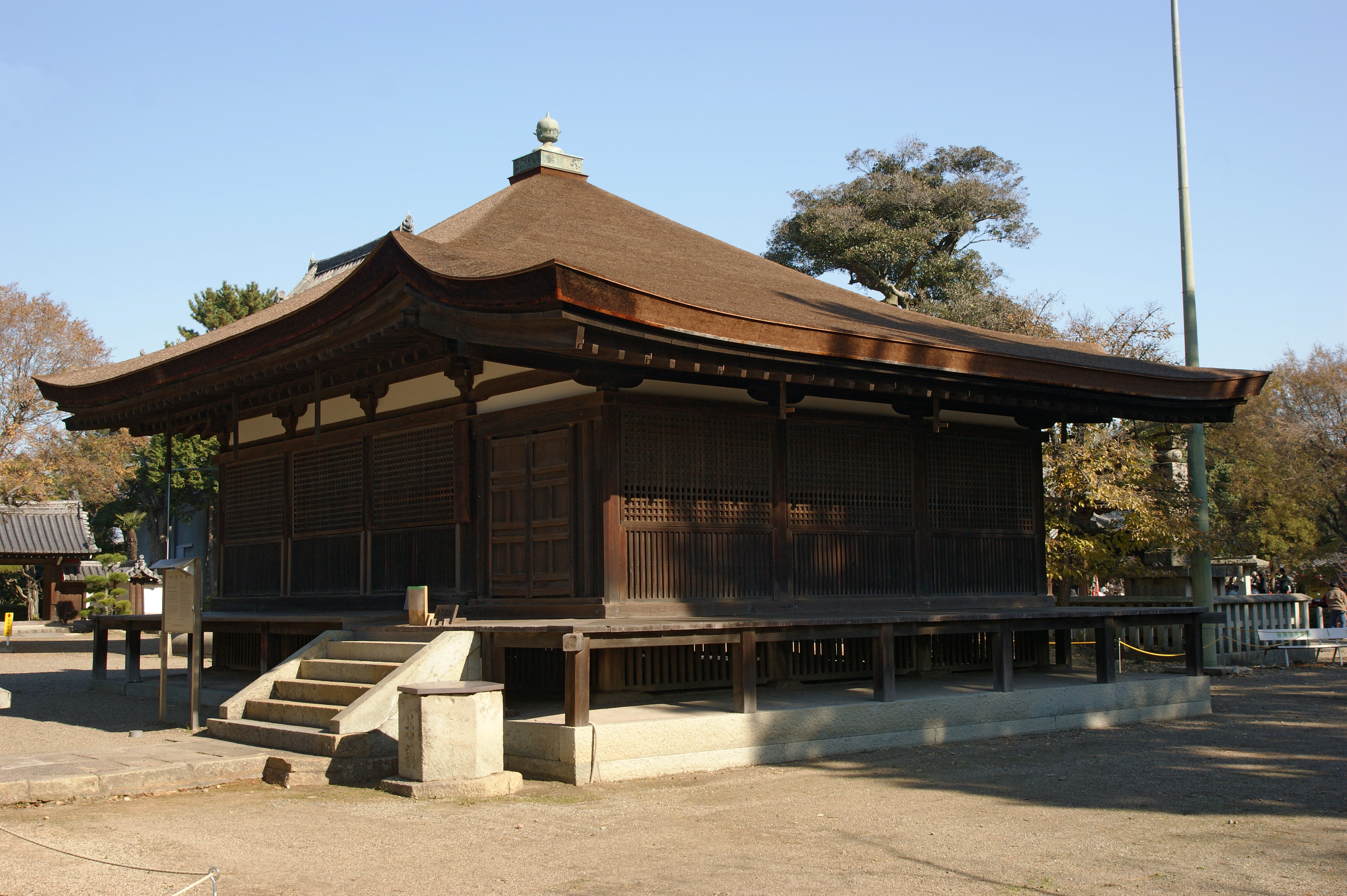
太子堂

### 國寶
- 本堂（附：宮殿棟札2枚）

室町時代。歇山頂、本瓦葺。桁行（正面）7間、梁間（側面）6間（「間」並非長度單位，而是表示柱間數量）。從堂内宮殿（廚子）的棟札銘可知是應永4年（1397年）的建築，是和樣和帶有點禪宗樣的折衷樣建築之代表作，大量使用棧唐戶（由縱橫棧木組成的門扉）為其特色。内部宮殿則安置有秘佛藥師佛三尊像和二天像（各為重要文化財）。
- 太子堂

平安時代。建於本堂右前方，堂内的壁畫是聖德太子像，所以被稱為太子堂，但原本稱為「法華堂」，與本堂左前方的常行堂相對（「法華堂」、「常行堂」同類型的堂並建，是天台宗特有的伽藍配置，如延曆寺、日光的輪王寺等等）。屋頂是攢尖頂、檜皮葺。桁行（正面）、梁間（側面）都是3間，主屋前面則附加有梁間1間的孫庇（禮拜空間），從側面看的話側面，主屋和孫庇交界的屋簷曲線彎曲形成「縋破風」。從屋頂木板有鎌倉時代的墨跡得知是天永3年（1112年）的建築。堂内安置有本尊釋迦三尊像（重要文化財）。
除了建築，堂内的壁畫也很重要，是平安時代繪畫稀少的遺跡。東側壁面描繪的聖德太子像，被中世的廚子包被，被視為秘佛（因1977年被指定為重要文化財，所以無法公開相片）。來迎壁（在本尊背後的牆壁）內部則有九品來迎圖和佛涅槃圖，雖然因為一片漆黑、肉眼無法確認圖案，但透過紅外線攝影技術而確認全貌。

### 重要文化財
建造物
- 常行堂 - 平安時代
- 鐘樓 - 室町時代、應永14年（1407年）
- 行者堂 - 室町時代、應永13年（1406年）
- 護摩堂 - 室町時代、永祿6年（1563年）

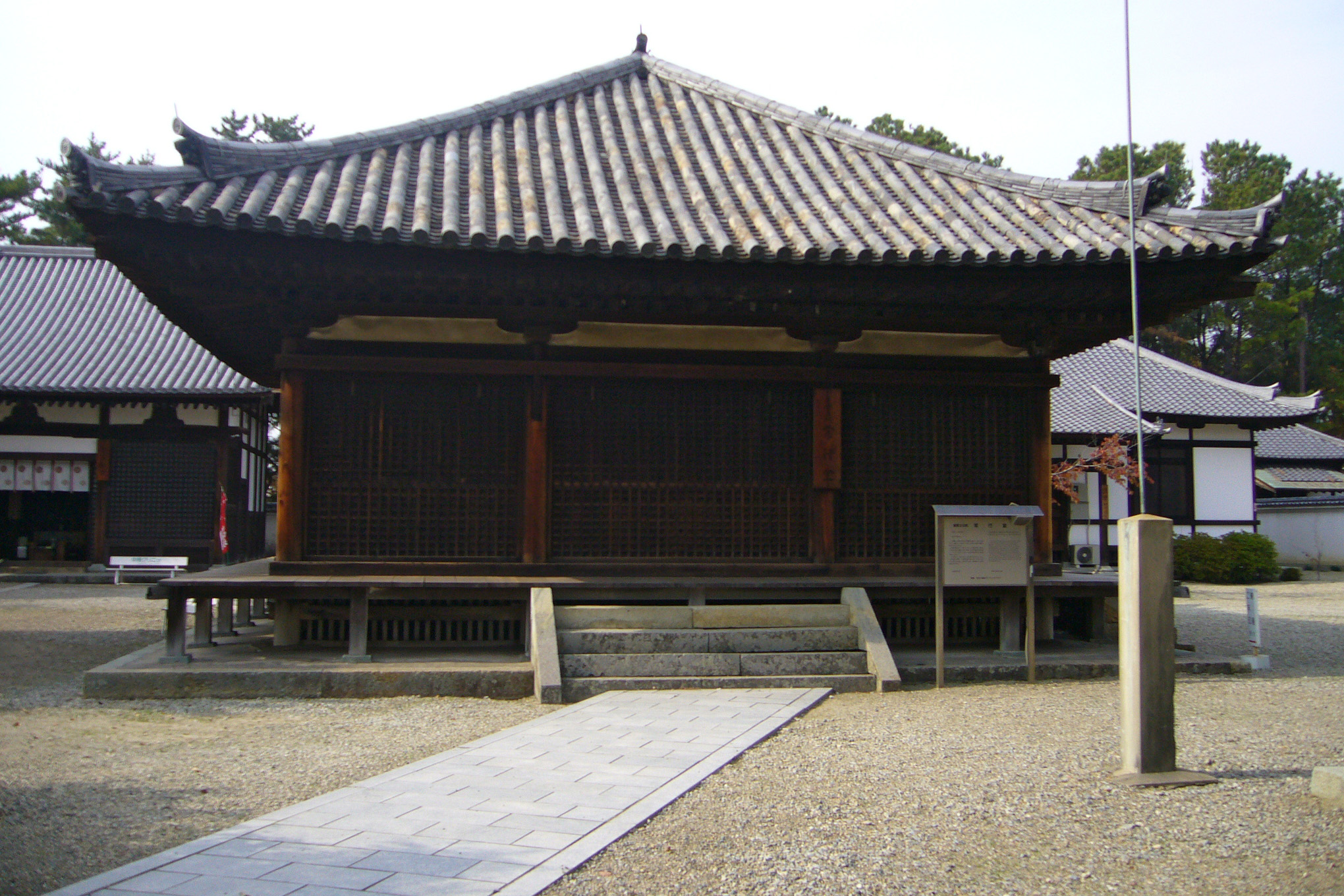
常行堂
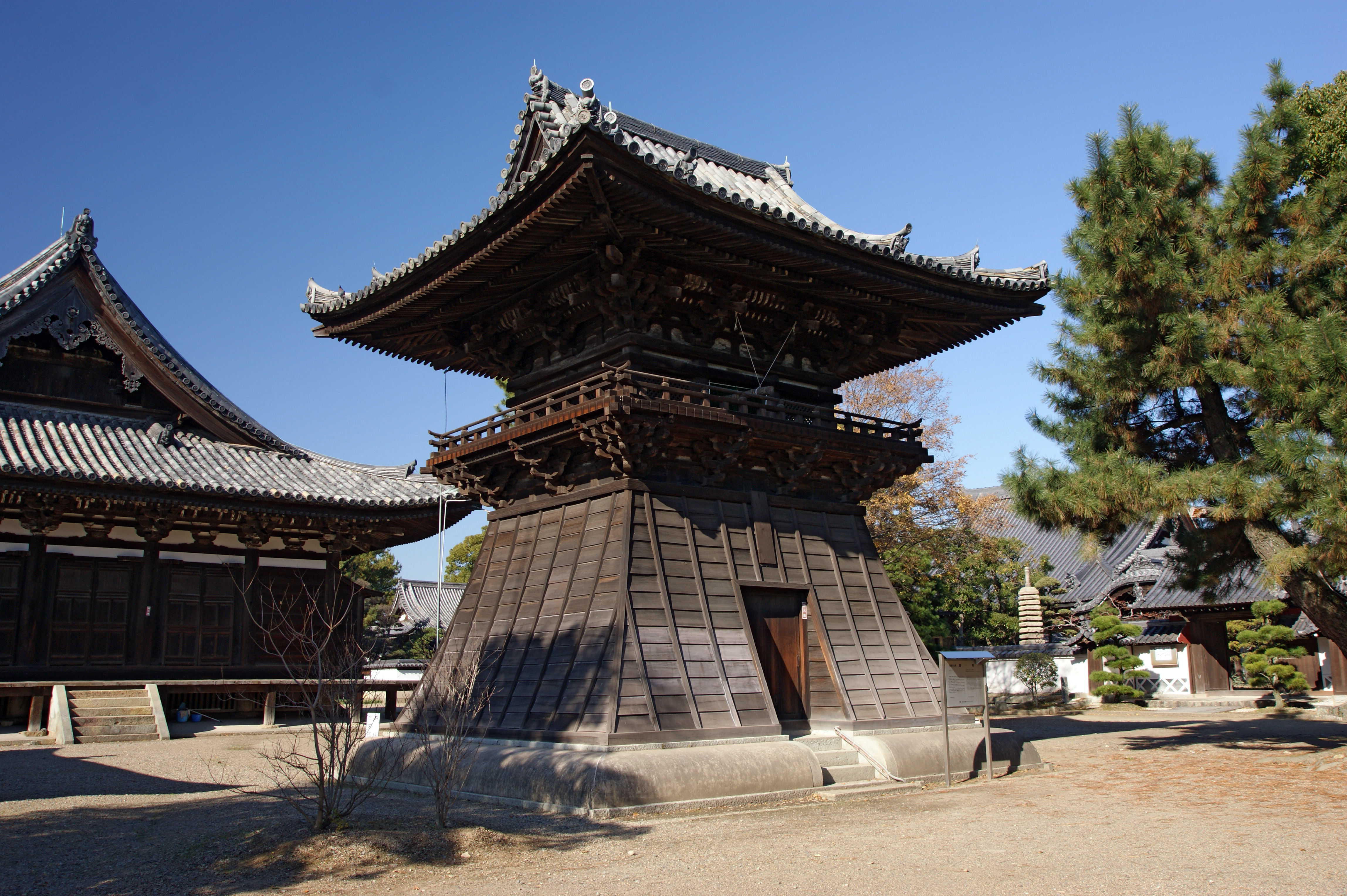
鐘樓
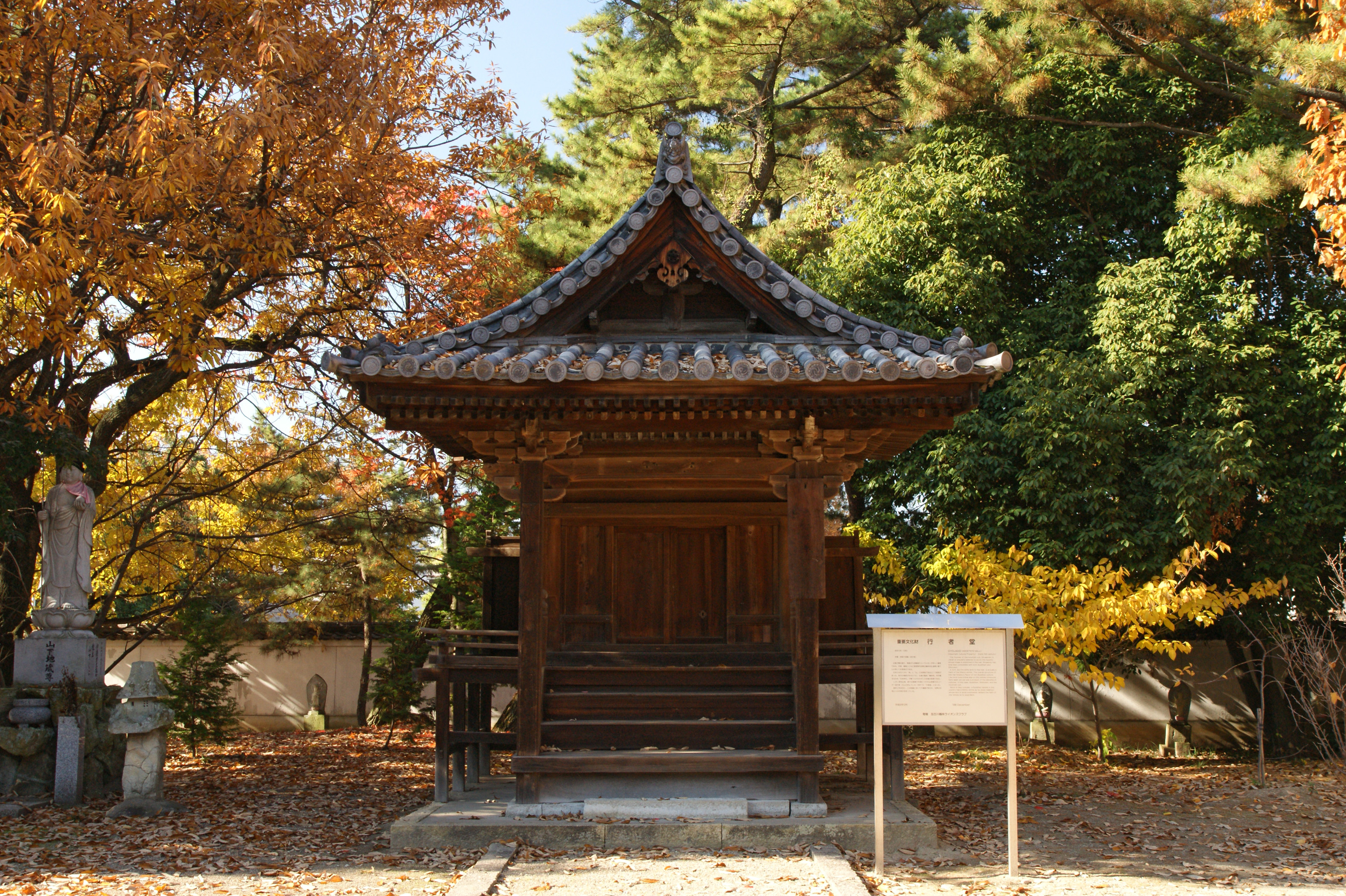
行者堂
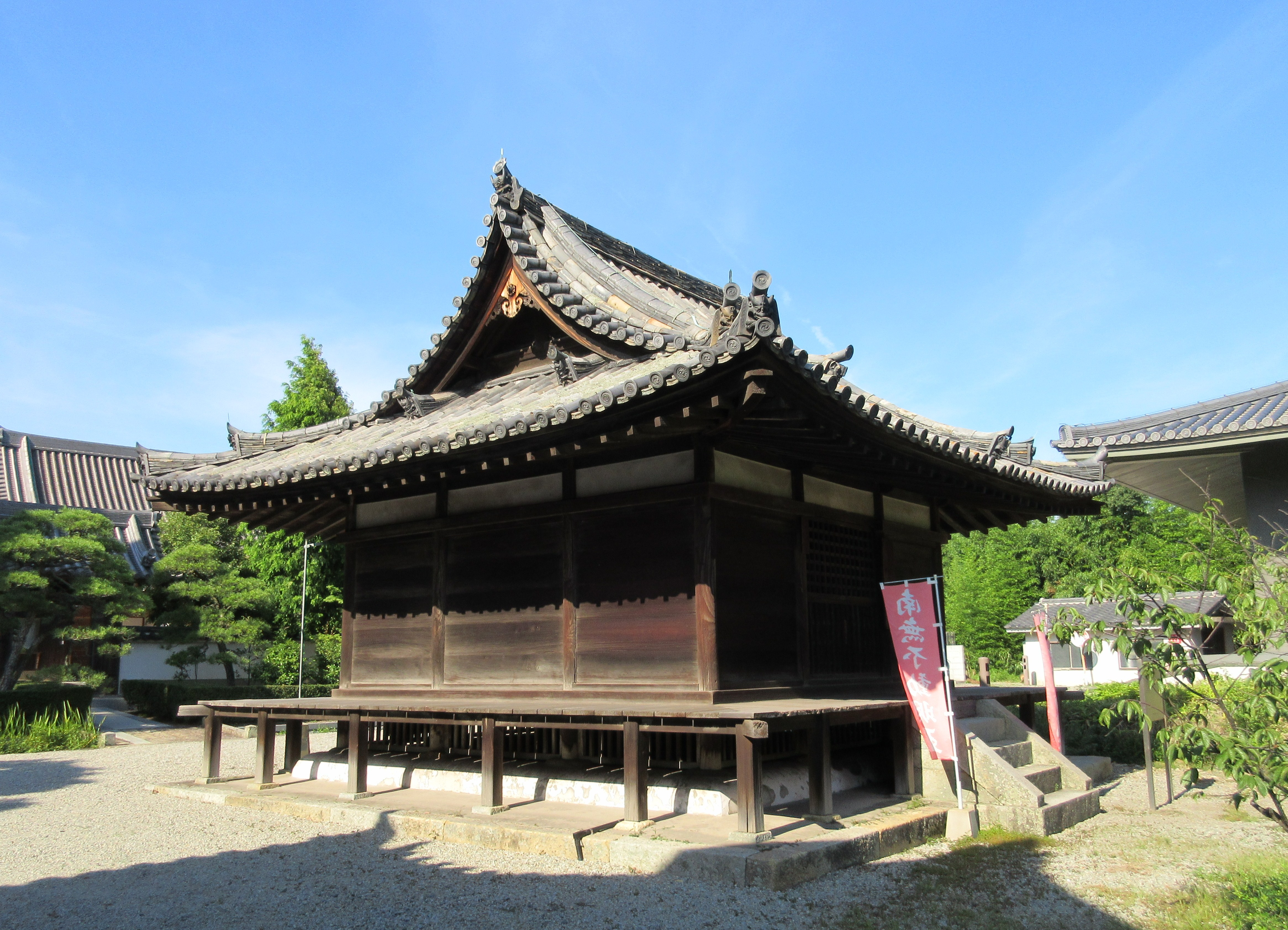
護摩堂

繪畫
- 絹本著色聖德太子像 - 鎌倉時代
- 絹本著色慈惠大師像 - 鎌倉時代
- 絹本著色阿彌陀三尊像 - 高麗時代

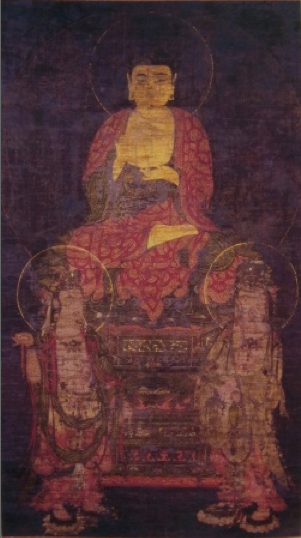
阿彌陀三尊像（高麗）

此高麗佛畫，在2002年從寶物館遭小偷而遺失，在2004年南韓大邱廣域市内的寺院被發現，但因為是竊盜品不知道其流傳、奉納寺院的經過，因此要歸還日本仍很困難。在朝鮮王室儀軌的引渡牽涉下，2011年4月日本外務省向韓國外交通商部，提出對1994年從長崎縣安國寺盜取的「高麗版大般若經」和2002年從鶴林寺盜取的「阿彌陀三尊像」，調查確認如何流入韓國境内的事實與經過。
- 絹本著色聖德太子繪傳 8幅 - 鎌倉時代

2002年因韓國人竊盜集團的竊取，雖然隔年即取回，但因而有毀損，經過5年時間和日幣5000萬円的修復。
- 太子堂壁畫

- - 板繪著色聖德太子像 - 平安時代
  - 附 板繪著色佛涅槃圖 - 平安時代
  - 附 板絵著色九品来迎図 - 平安時代

雕刻
- 銅造聖觀音立像 - 飛鳥時代後期（白鳳期）

1963年遭竊盜，雖然之後失而復得，但在天衣有一部分被切斷的損害。之後，進行復原的修復。
- 木造釋迦三尊像 - 鎌倉時代（中尊）・平安時代（脇侍）、太子堂本尊。
- 木造十一面觀音立像 - 平安時代
- 木造天蓋 - 平安時代
- 木造藥師如來及兩脇侍像・木造二天王像（持國天、多聞天） - 平安時代。本堂本尊

工藝
- 鼉太鼓緣- 室町時代
- 木造鶴林寺匾額 - 室町時代
- 銅鐘（梵鐘） - 高麗時代

- 木造髹漆廚子 - 鎌倉時代

### 縣指定文化財
建築
- 三重塔 - 室町時代。1976年因火災內部燒損，在1980年修理完成。
- 仁王門 - 江戶時代，寛文12年（1672年）。
- 石造寶篋印塔 - 南北朝時代。

雕刻
- 木造阿彌陀如來坐像 - 平安時代。
- 木造僧形坐像（傳惠便法師像） - 平安中期。
- 二臂如意輪觀音半跏思惟像 - 平安後期。
- 行道面 12面 – 從作風和尺度的不同，12面應非同時期所作，推測是鎌倉時代起至室町時代逐次製作。
- 木造獅子頭 2面 - 鎌倉後期左右

工藝
- 懸佛（聖觀音、如意輪觀音） 2面 - 南北朝時代、如意輪觀音台座下有康曆元年（1379年）之銘（附：懸佛(如意輪觀音)鏡板 1面 觀應3年（1352年）〉。
- 机 - 天正4年（1576年）2月高砂城主・梶原景行捐贈。

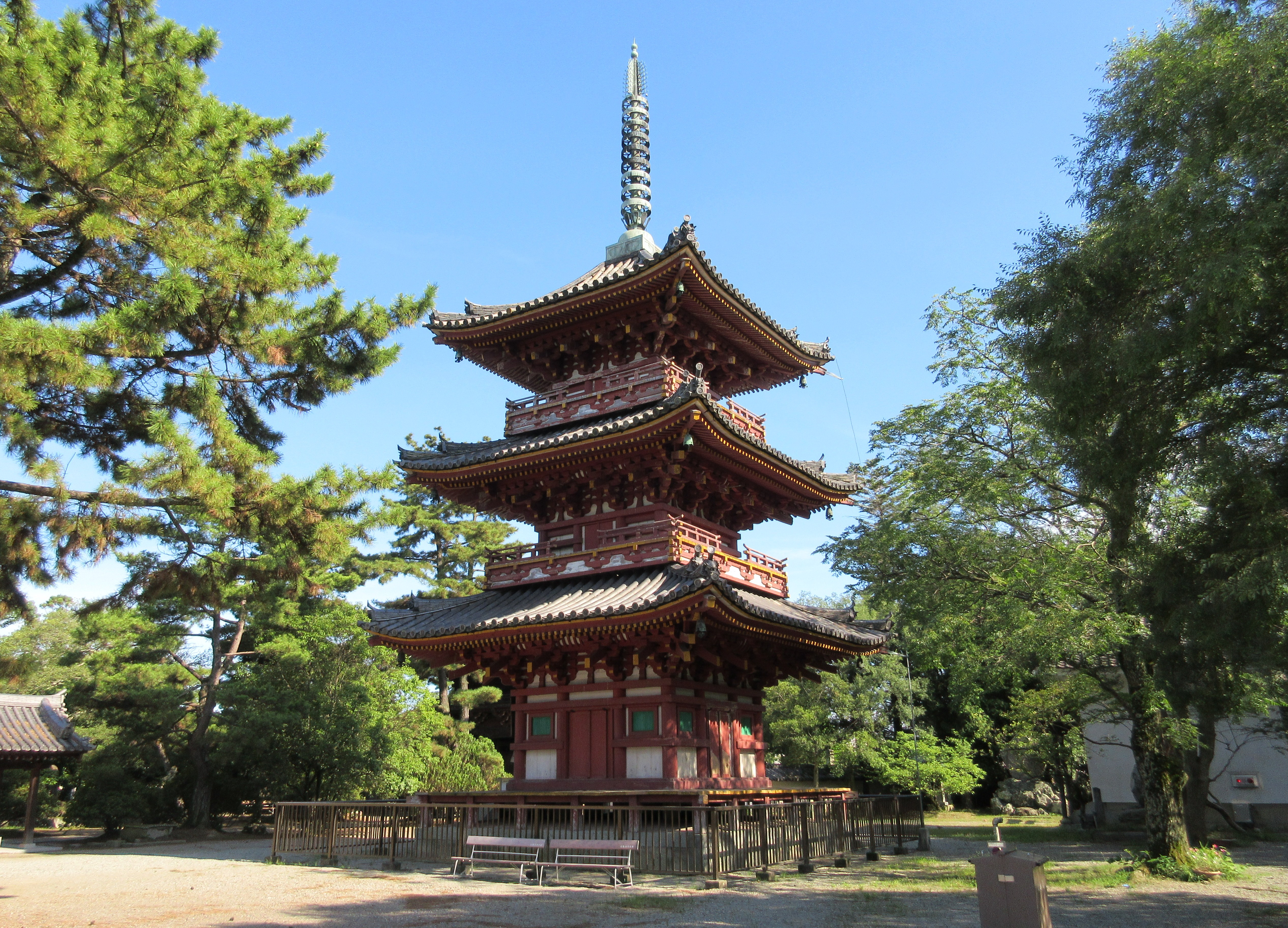
三重塔
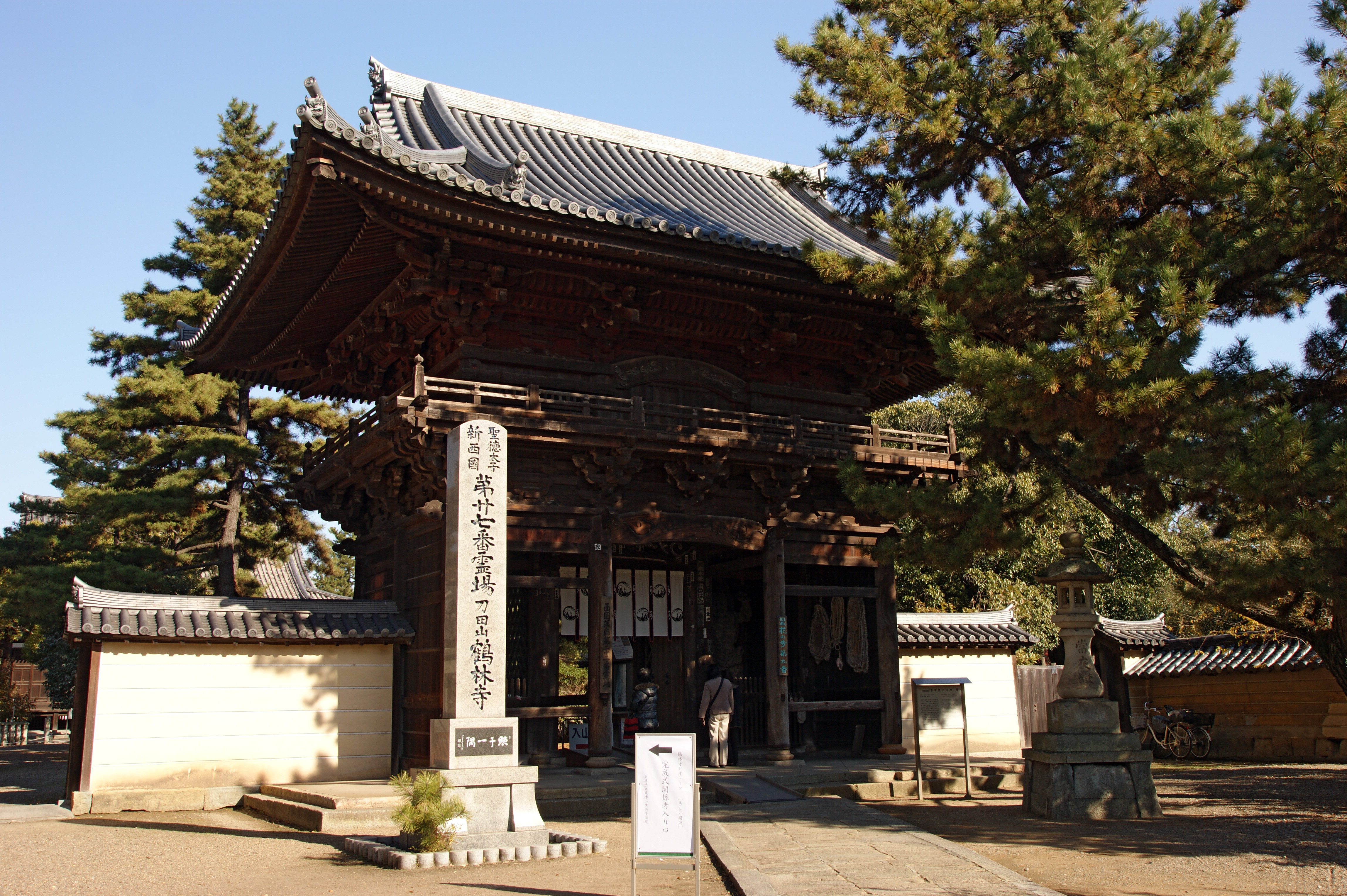
仁王門
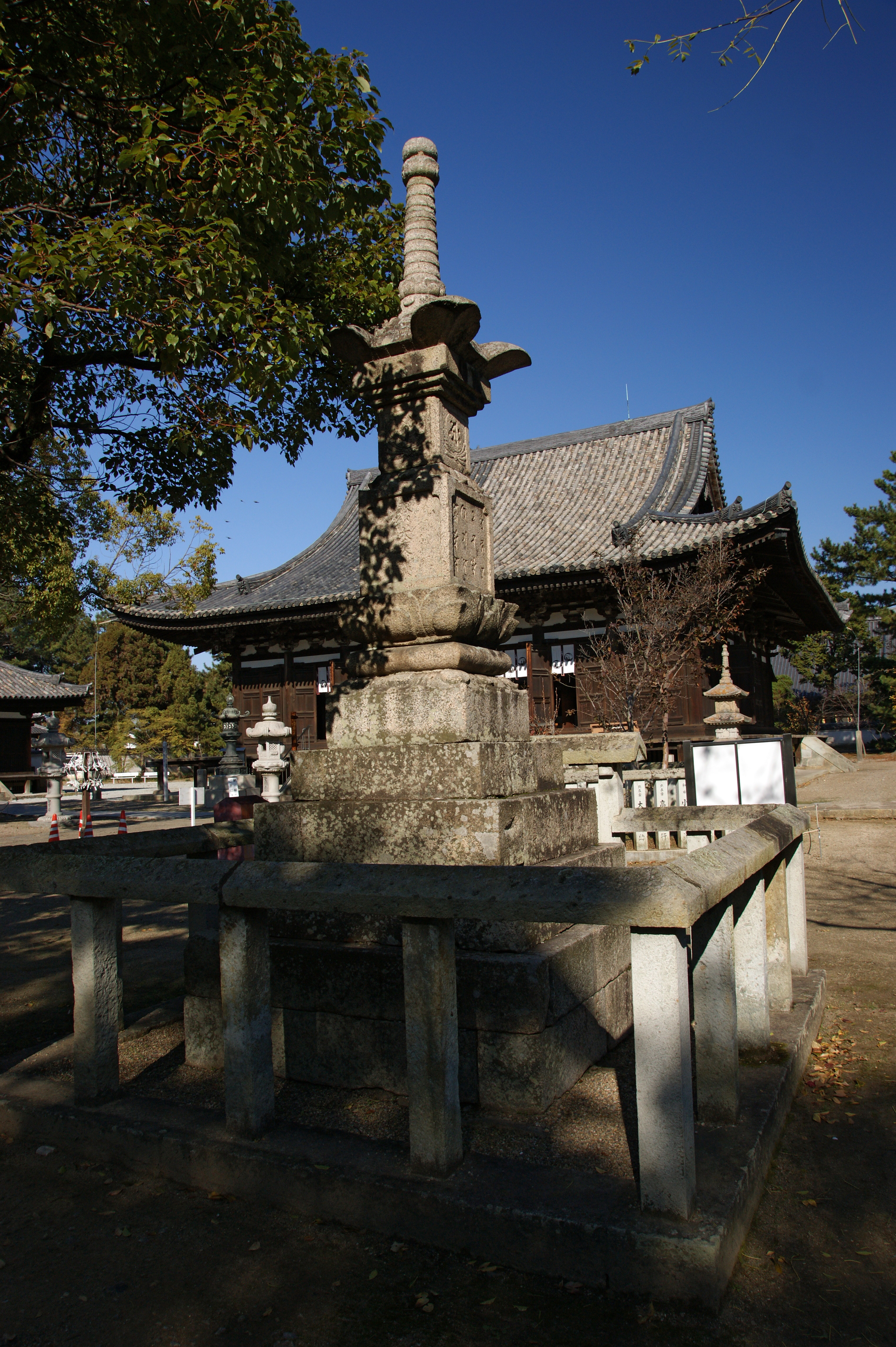
石造寶篋印塔

### 其他建築、文化資產

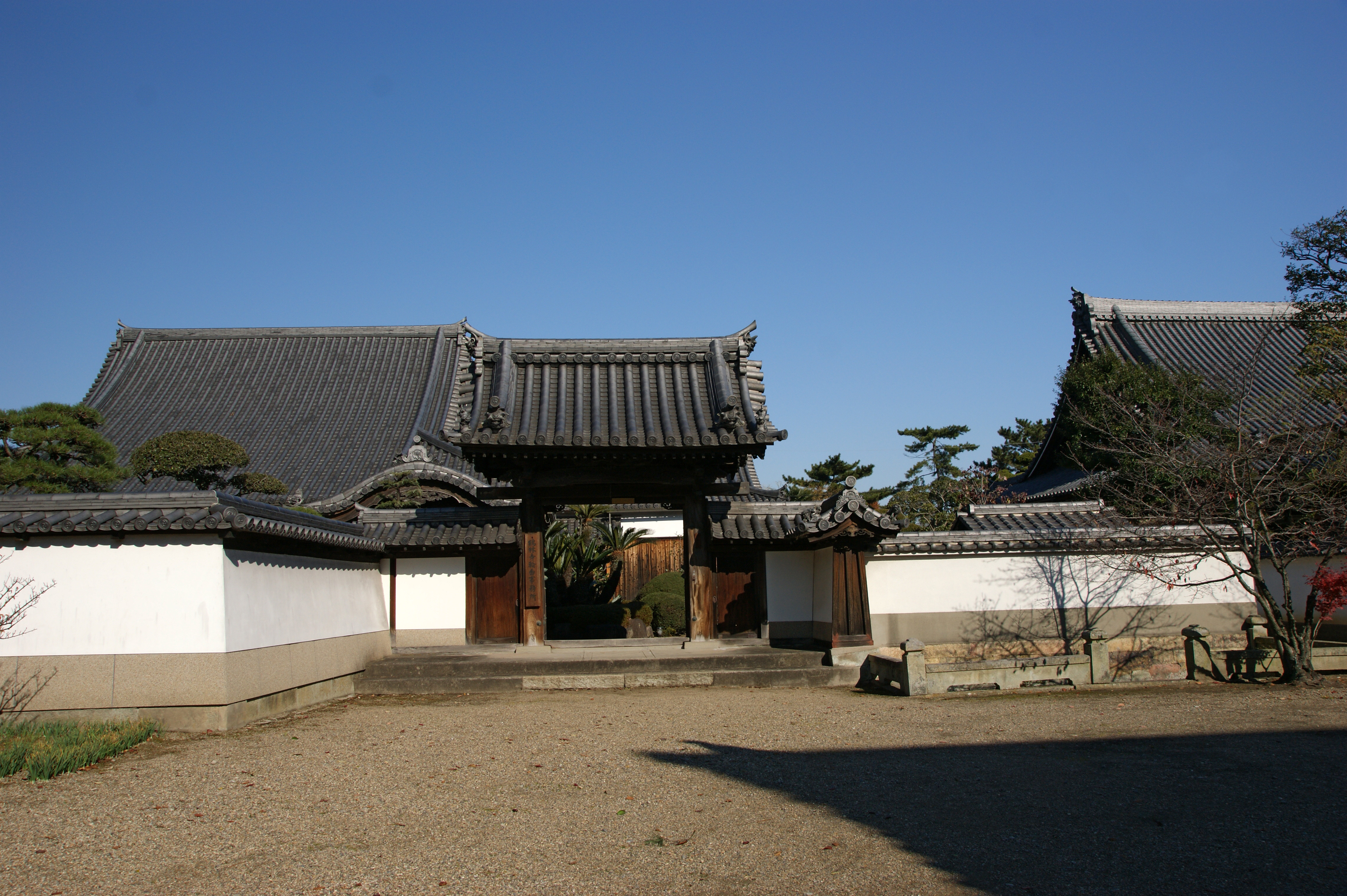
淨心院
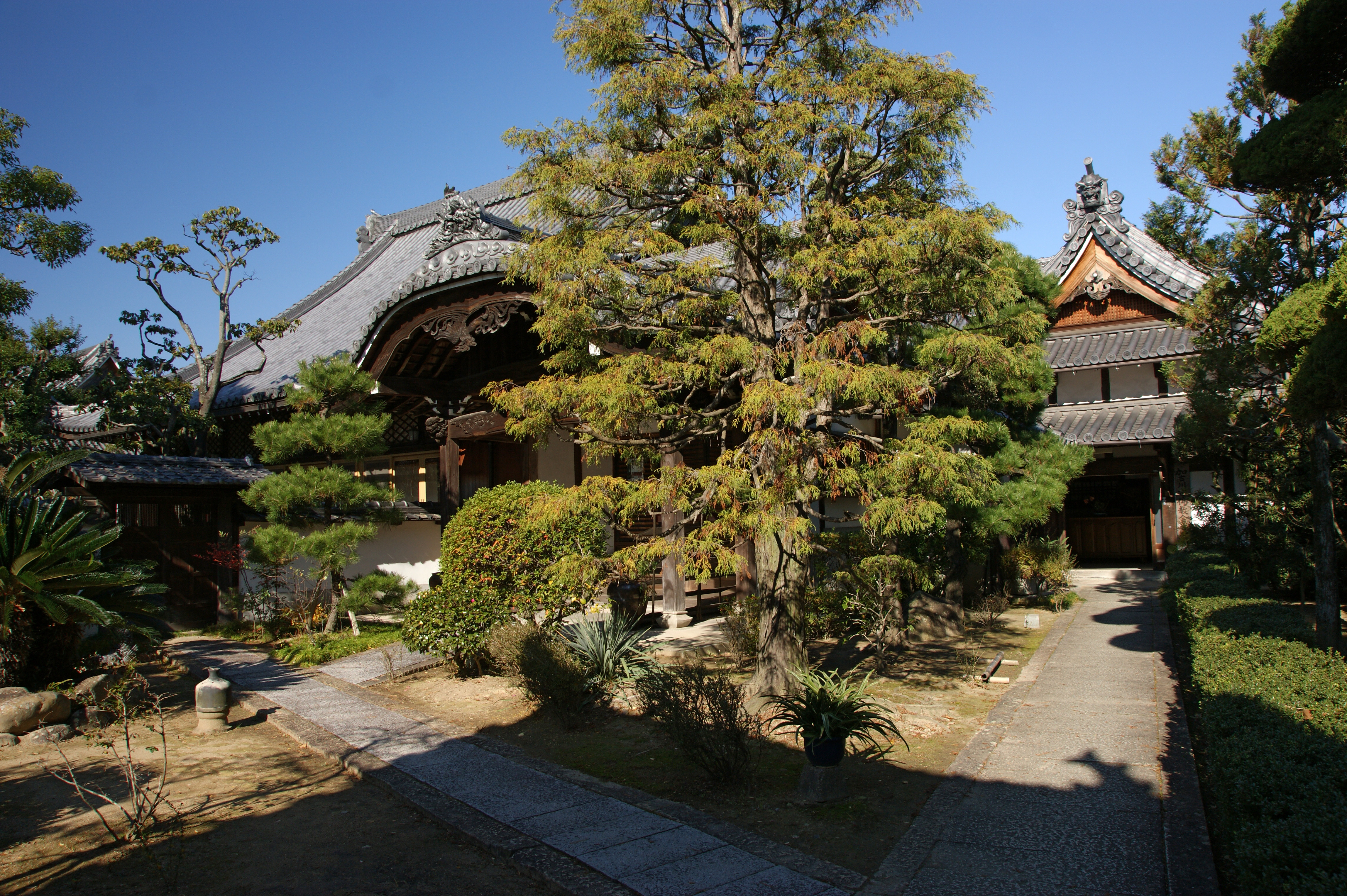
寶生院

- 觀音堂 - 江戶時代、寶永2年（1705年）
- 新藥師堂
- 講堂
- 西門
- 東門
- 寶物館 - 2012年為紀念太子堂創建900年而開設了新寶物館[16]。
- 石風呂

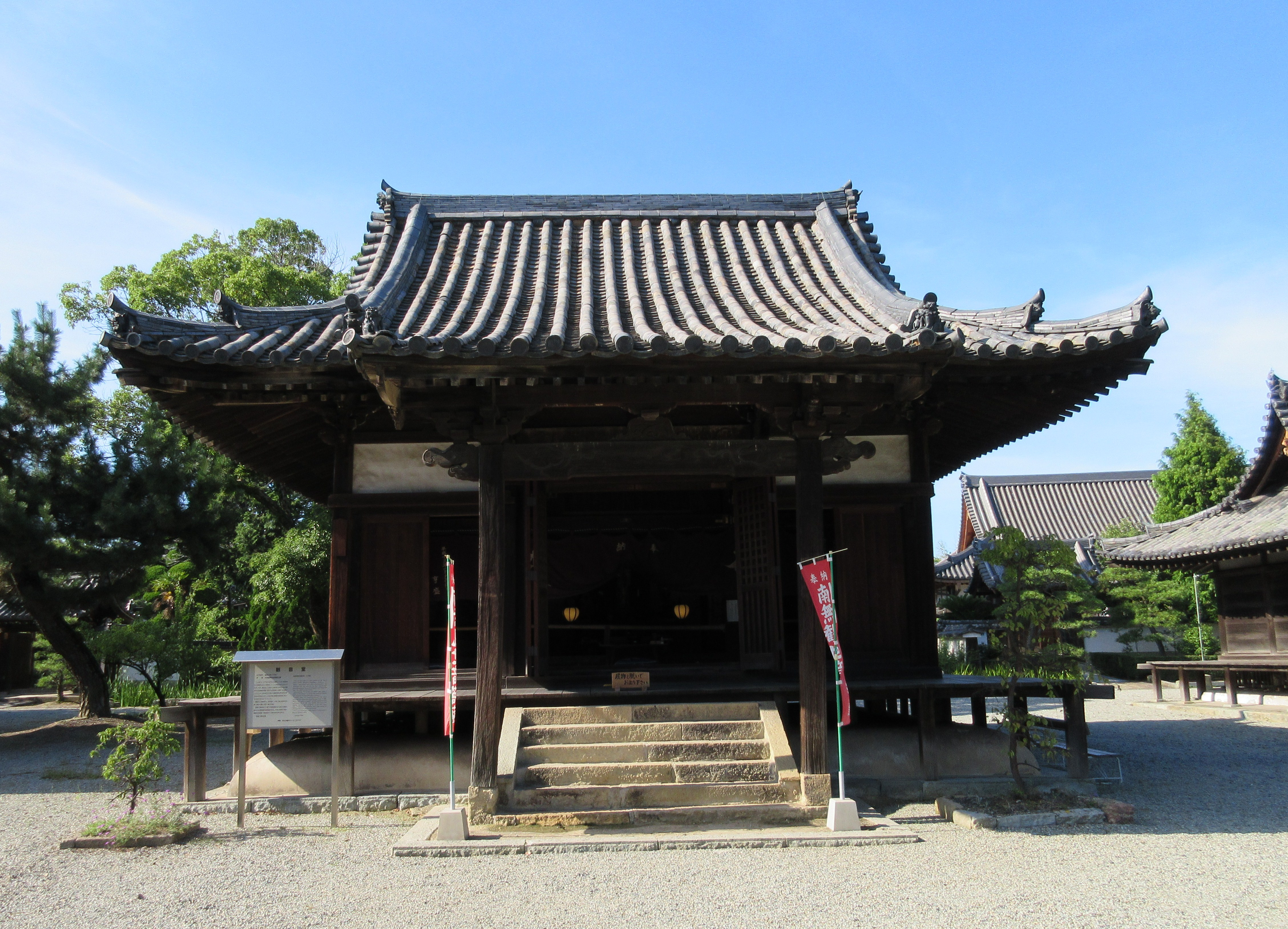
觀音堂
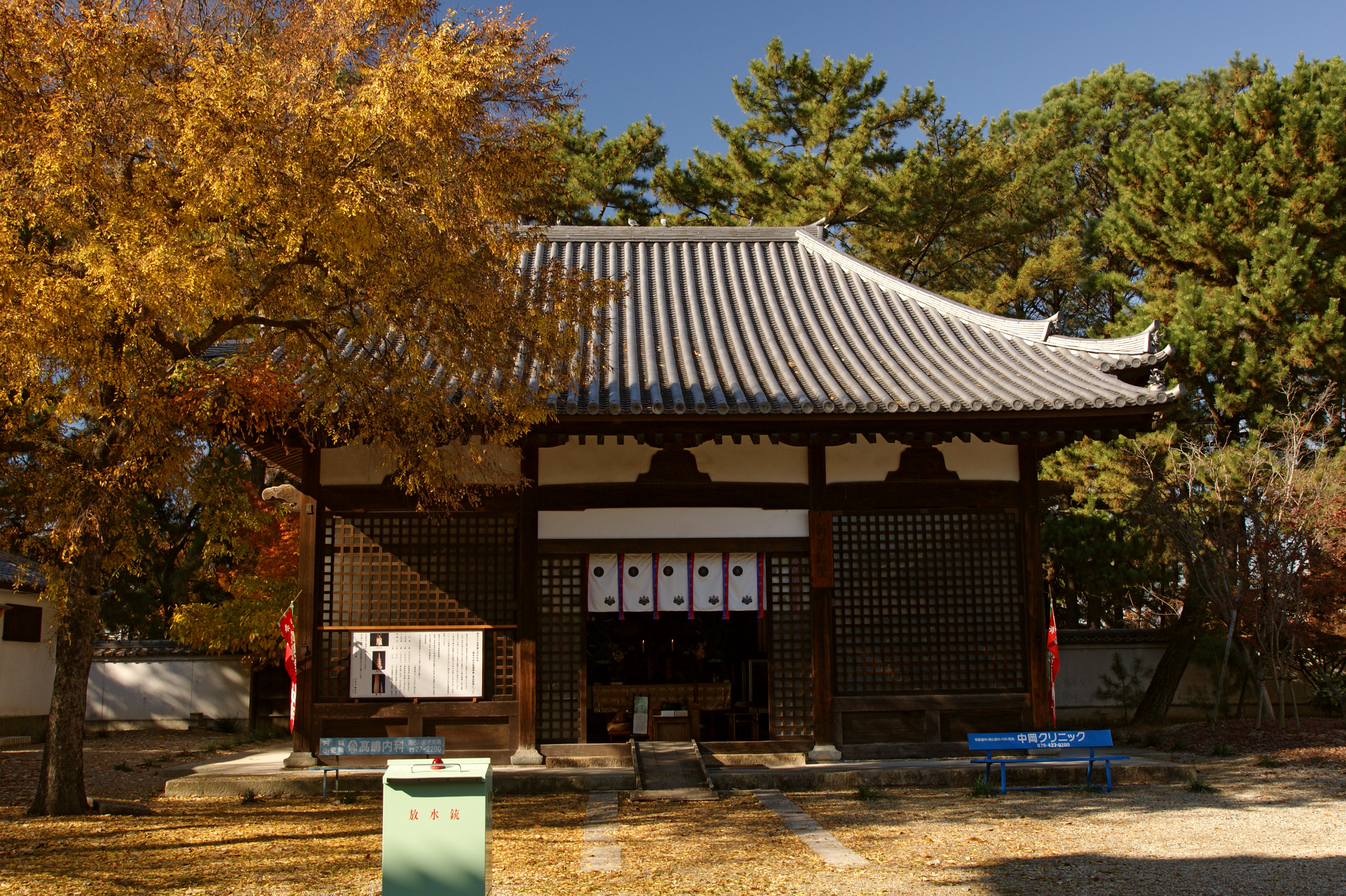
新藥師堂
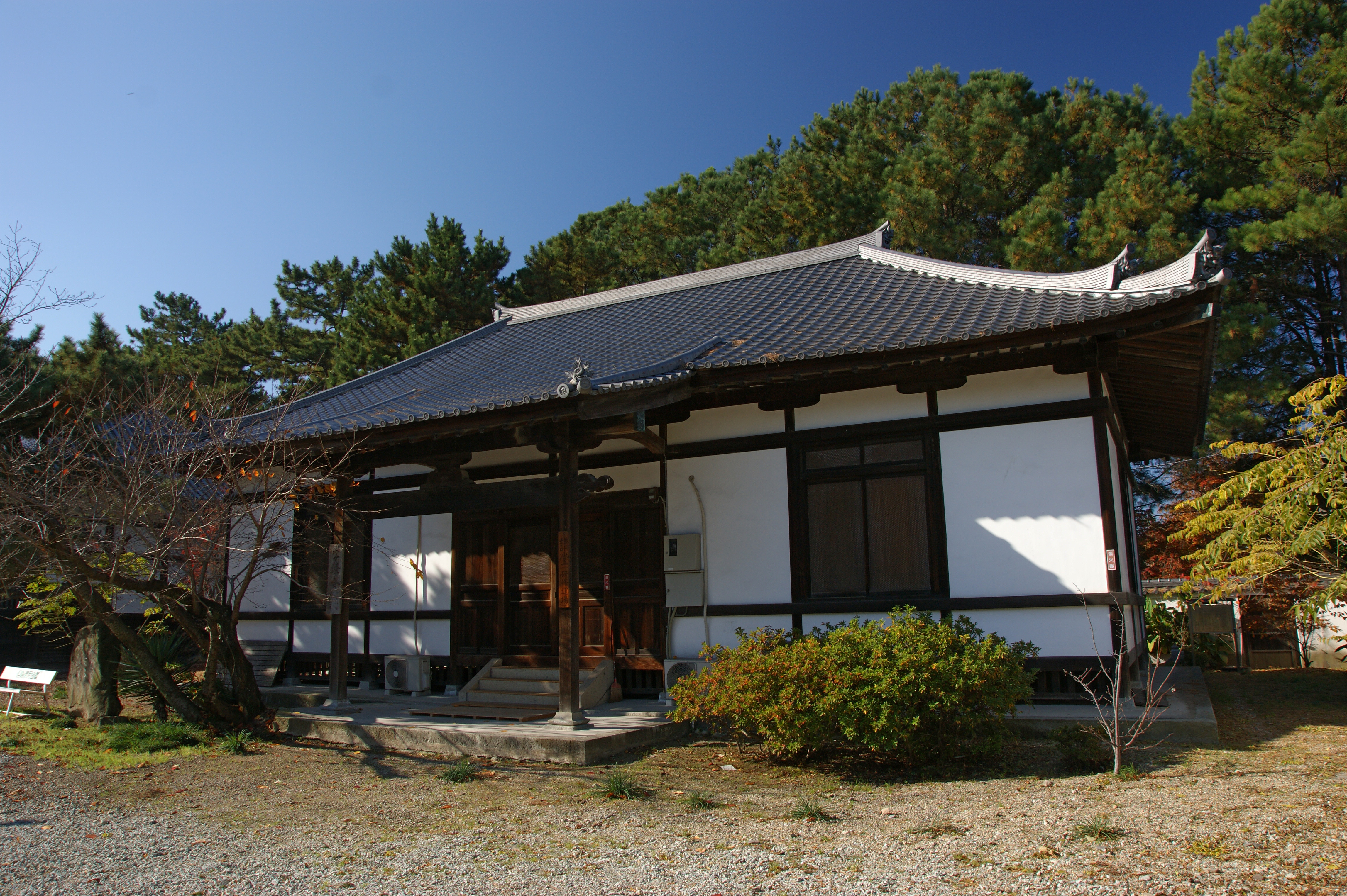
講堂
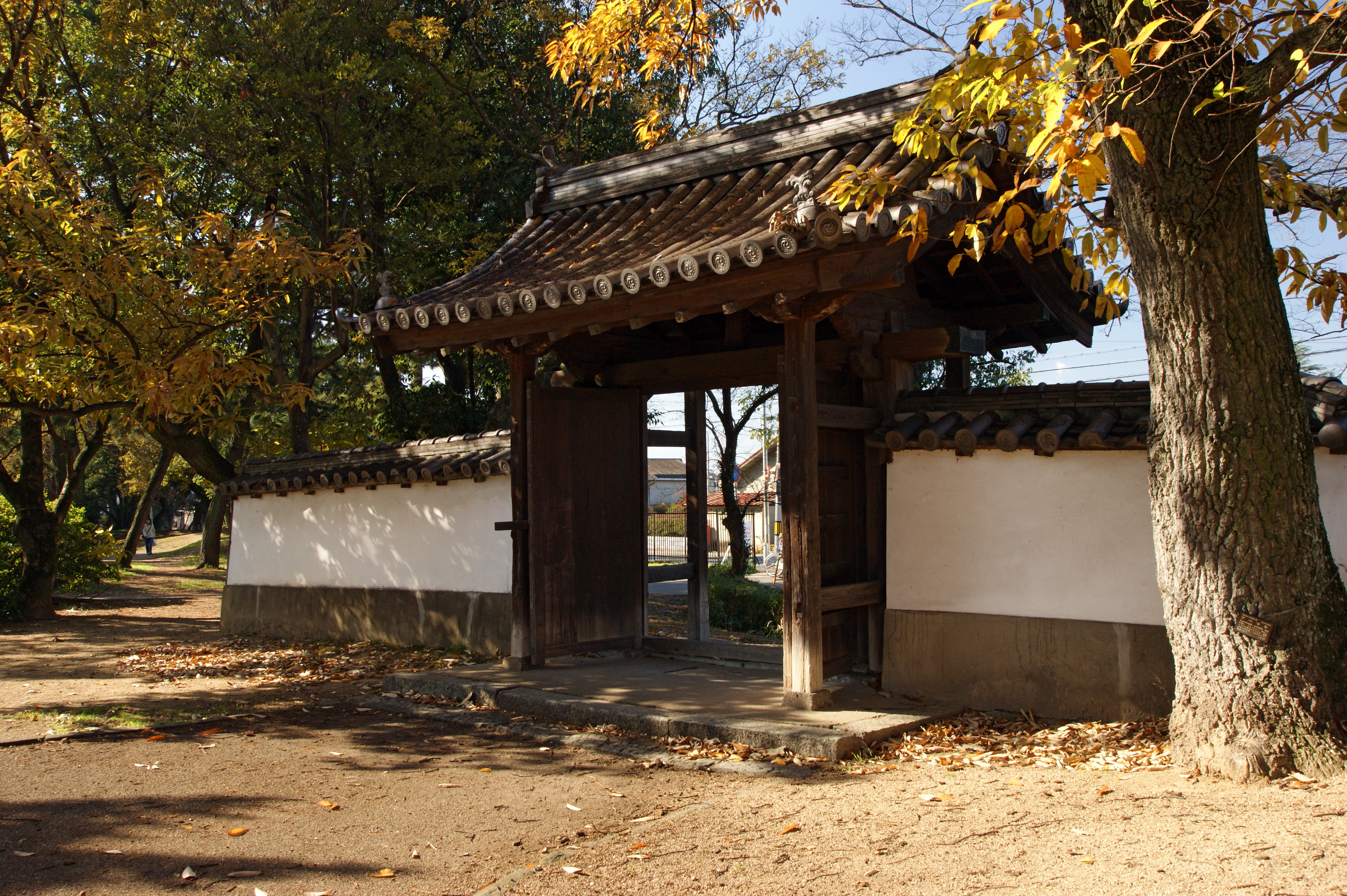
西門
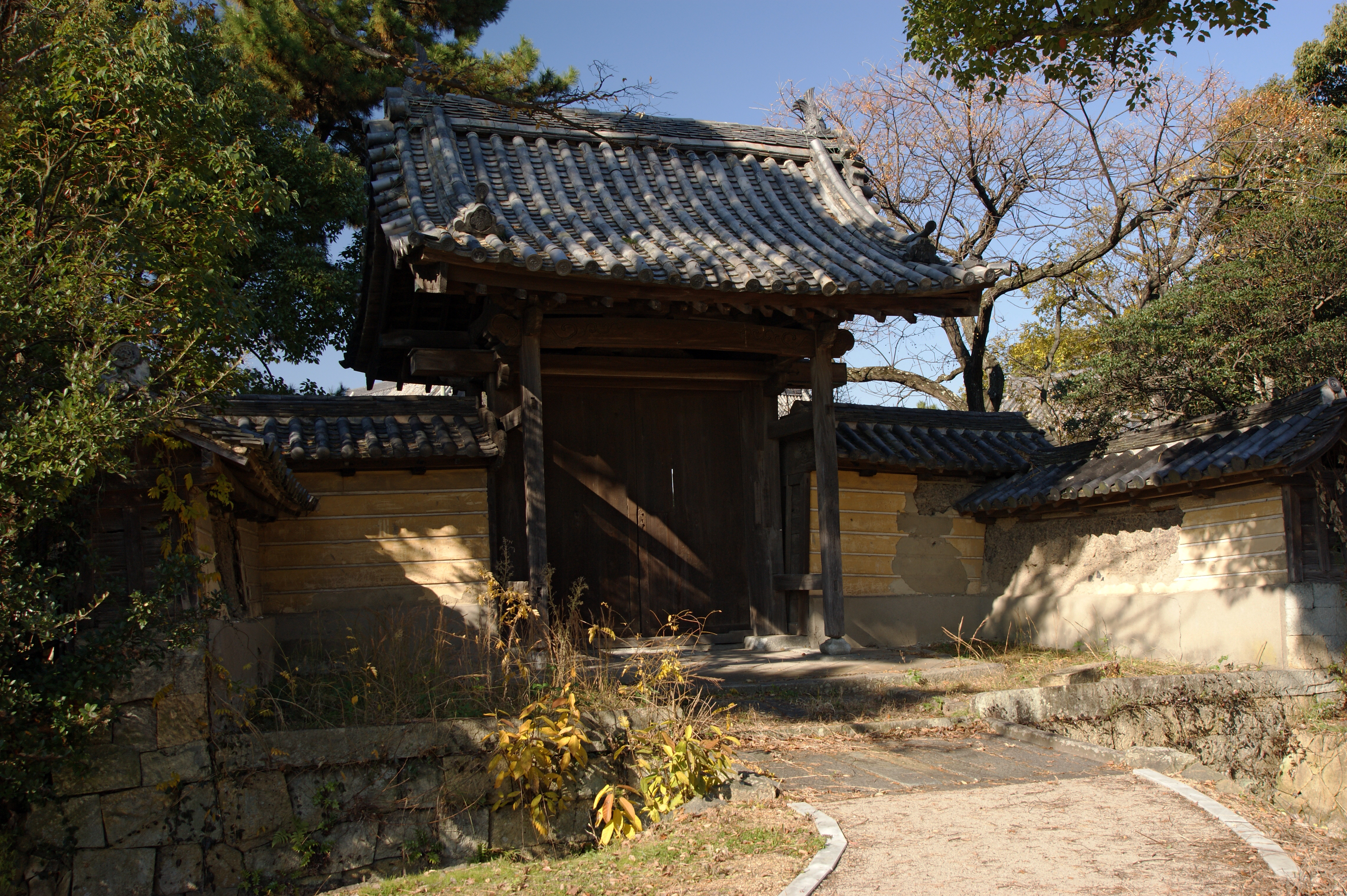
東門
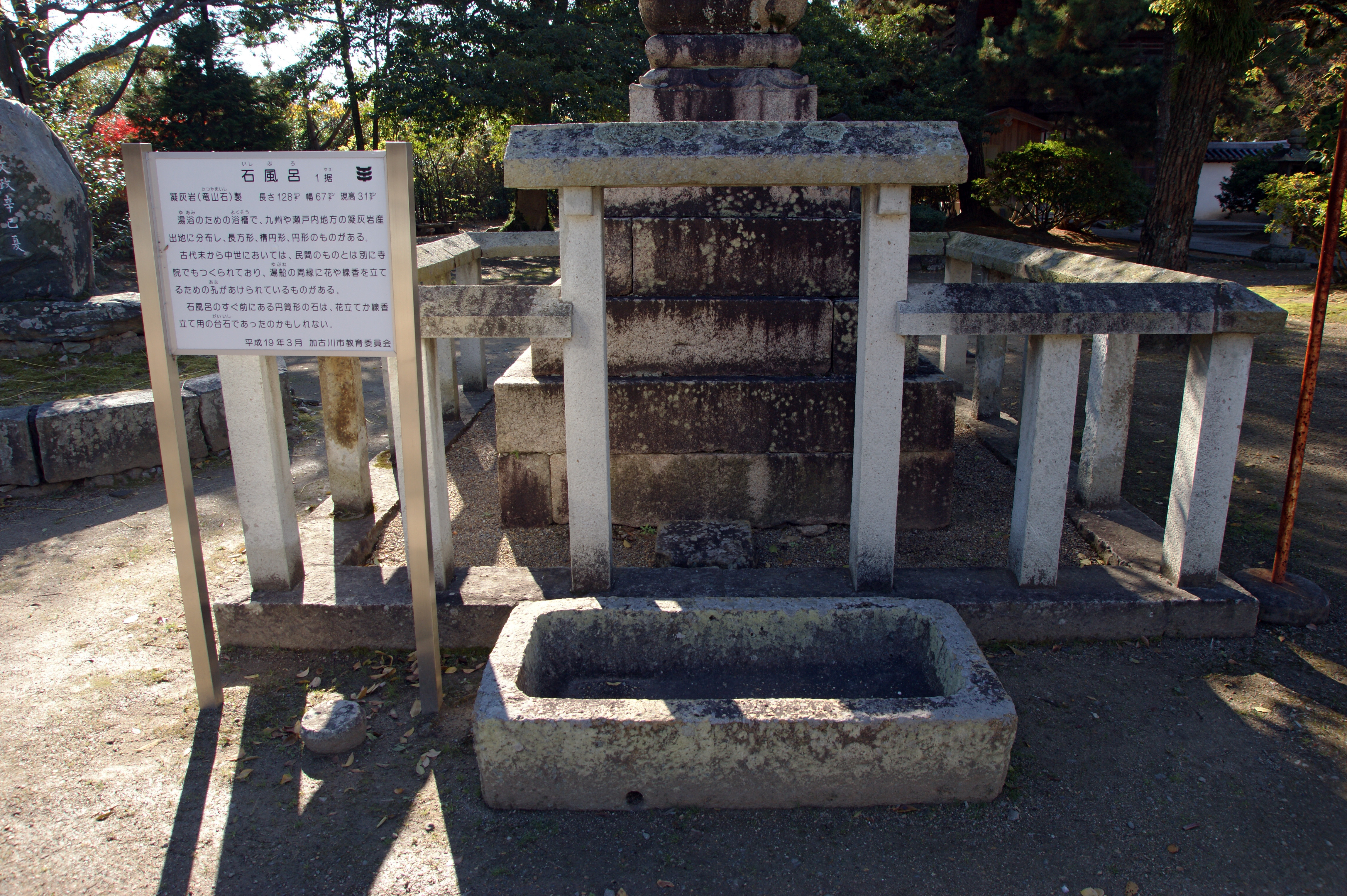
石風呂

塔頭
- 淨心院
- 寶生院
- 真光院

- 淨心院
- 寶生院

## 年中行事
- 1月1日 - 初詣
- 1月8日 - 修正會（節分、追儺）
- 2月15日 - 涅槃會
- 3月21日 - 春彼岸法會（太子會式）
- 3月22日 - 太子法會（太子會式）
- 3月23日 - 柴燈大護摩供（太子會式）
- 5月8日 - 花祭（納骨、納髮、塔婆回向）
- 7月下旬 - 早朝坐禪會
- 8月7日 - 盆施餓鬼會
- 9月 - 秋坐禪會
- 十三夜 – 觀月會
- 12月31日 - 除夜之鐘

月例行事
- 每月8日 – 寫經和法話之會
- 每月18日 – 觀音講

## 交通方式
- 從JR加古川站起往搭乘加古川市區域巴士「別府路線」約8分，在「鶴林寺」下車，徒步可到達。
- 從JR加古川站起搭乘加古川市區域巴士「東加古川路線」或神姫巴士「往安田東」約7分，在「北在家東口」下車，徒步5分到達。
  - 上述大約1小時有1~2列火車運行。

- 從山陽電氣鐵道本線尾上之松站下車，徒步15分到達。

## 註腳
1. ↑  Marketing,Inc., Social Good. . ニホンタビ - 日本の奥深い魅力を伝える大人の旅行マガジン.   [2018-08-26]. （原始内容存档于2017-10-09） （日语）.
2. ↑  刀田山鶴林寺. . 法藏館. 2008: 3.
3. 1 2  八木哲浩. . 1985: 48.
4. ↑  小野正敏. . 吉川弘文館. 2007: 241.
5. ↑  范作申. . 新知三联书店. 1992: 83.
6. ↑  久野健. . 吉川弘文館. 1974: 184.
7. ↑  . www.city.kakogawa.lg.jp.   [2018-08-26]. （原始内容存档于2016-06-24） （日语）.
8. 1 2  『週刊朝日百科 日本の国宝』32号、朝日新聞社、1997
9. ↑  在每日新聞社編『重要文化財』、同社編『国宝・重要文化財大全』便沒有刊載這個聖德太子像。『鶴林寺太子堂とその美』（鶴林寺叢書）則刊載了相片。
10. ↑  濱田隆. . 至文堂. 1989.
11. ↑  韓日が高麗仏画で所有争い （页面存档备份，存于） 中央日報日本語版 2004年11月10日
12. ↑  菅野朋子 【特別リポート】消えた「重要文化財を追え！」壱岐・安国寺の寺宝は「韓国の国宝」になっていた！ 週刊新潮 2005年10月13日号
13. ↑  . 朝日新聞. 2011-05-09  [2011-07-15]. （原始内容存档于2011-05-11）.
14. ↑  . 產經新聞. 2008-03-19  [2015-08-16]. （原始内容存档于2008-03-26）.
15. ↑  . www.tobunken.go.jp.   [2018-08-26]. （原始内容存档于2019-02-06） （日语）.
16. ↑  . マイナビニュース. 2012-07-25  [2018-08-26] （日语）.

## 外部連結
- 鶴林寺官方網站（页面存档备份，存于）
- 鶴林寺真光院官方網站
- 鶴林寺公開「笑佛」（页面存档备份，存于）